# خانه حیدرعلی حق‌نگهدار
خانه حیدر علی حق نگهدار مربوط به دوره قاجار است و در شیراز، محله درب شیخ، کوچه ریاستی، پلاک ۱۱ واقع شده و این اثر در تاریخ ۱۰ خرداد ۱۳۸۲ با شمارهٔ ثبت ۸۶۷۰ به‌عنوان یکی از آثار ملی ایران به ثبت رسیده است.